# Myremalm
Myremalm er en rødbrun jernholdig malm, der findes i forskellige former i hele Skandinavien og Nordeuropa. Fra ca. 500 f.Kr. til ca. 1600 e.Kr. har det været anvendt til jernudvinding her i landet. Fra middelalderen har den hårde malm været anvendt som bygningsmateriale, og i dag kan man stadig se malmblokke i bl.a. Sankt Jacobi Kirke i Varde og Højby Kirke i Odsherred. Navnet myremalm er afledt af det fællesnordiske mýrr, der betyder et større vådområde med tørvebund og vandhuller, hvor grundvandet står tæt på jordoverfladen. Som navnet antyder, finder man ofte malmen nær åer, kær og moser. I Danmark findes malmen dog primært som bænke af hårde blokke ved åbrinker og på flade fugtige jorder.

## Forekomster
Myremalm findes i Danmark primært i Midt- og Vestjylland. Betingelserne for dannelse af myremalm er stort set kun til stede vest og syd for hovedopholdslinjen, altså i den del af landet, der lå blottet under sidste istid. De største forekomster ligger på Tinglev hedeslette og Midtjylland (bl.a. Snorup og omkring Storåen). Der findes kun ubetydelige myremalms-forekomster på Fyn, Sjælland og øerne.

## Dannelse
Myremalm dannes ved udvaskning og opløsning af jern i form af ferroioner (Fe+2) fra jernholdige mineraler i jorden. Denne udvaskning er betinget af en stor nedbørsmængde, en lav pH-værdi og et lavt iltniveau i jorden. Det jernholdige vand strømmer mod grundvandet og mod nærmeste å, hvor grundvandet kommer stadig nærmere jordoverfladen. Når det jernholdige vand kommer i kontakt med luftens ilt, sker der en oxidation af de opløste jern+2 ioner til jern+3 ioner, der ikke er vandopløselige. Hvis de rette fysiske betingelser for udfældning er til stede, dannes lag af myremalm i jorden på disse steder. 
Myremalm er en fællesbetegnelse for en række kemiske forbindelser, af hvilke de vigtigste er den rødbrune ferrihydrit 5Fe2O3·9H2O, den gulbrune goethit α-FeOOH og den orange lepidocrocit γ-FeOOH. Herhjemme findes også forekomster af jerncarbonatet siderit Fe(II)CO3.
I dansk myremalm findes der også ofte betydelige mængder mangan, der oxideres og udfældes i jorden på omtrent samme måde som jern. Myremalm indeholder ofte mere end 10 % mangan, og enkelte malme indeholder mere mangan end jern. Den særlig manganholdige malm kendes på en mørk gråsort farve i modsætning til den jernrige, der er rødbrun. Desuden indeholder myremalm vekslende mængder af sand, lermineraler, svovl og fosfor.